# امیریه، قنا
امیریه (به عربی: الأميرية)، روستایی از توابع شهرستان ابو تشت در استان قنا و کشور مصر است.

## جمعیت
براساس سرشماری سال ۲۰۰۶ مصر، جمعیت آن ۹۹۵۳ نفر(۴۸۰۱ مرد و ۵۱۵۲ زن) بوده‌است.